# Morávkův mlýn
Morávkův mlýn (Dolní) v Opatovicích nad Labem v okrese Pardubice je vodní mlýn, který stojí v severovýchodní části města na Opatovickém kanálu. Je chráněn jako nemovitá kulturní památka České republiky.

## Historie
Mlýn roku 1656 zmiňuje český historik a kněz Bohuslav Balbín v záznamu, který pořídil při svém objevování zbytků Opatovického kláštera. Tehdejší mlynář mu vypravoval, co slyšel od svých předků sídlících na klášterním mlýně:
```
„Před osmdesáti a několika lety“ - tedy okolo r. 1570 - „nenadále o půlnoci mlýny zastavily se, což chasa mlýnská nemálo udivena mlynáři oznámila; i šli mlynář a chasa ze mlýnice, a hle, spatřili všichni, že celé Labe do hrozné propadliny se hrne a žádné vody ku hnaní kol není. Po půl hodině, když celá ta propadlina vodou se naplnila, Labe opět jdouc svojí cestou, kola hnáti počalo.“
[
3
]
```

Původní mlýn byl pravděpodobně součástí již zaniklého Opatovického kláštera. Nový klasicistní mlýn byl poté roku 1804 postaven v místech klášterních budov. K roku 1840 jej vlastnila rodina zemského poslance Františka Morávka.
Kolem mlýna se ještě v 18. století nacházely zbytky klášterních zdí. Ve struze u náhonu bylo v roce 1774 objeveno 16 metrů dlouhé klenutí ze severovýchodní strany k jihu a roku 1740–1741 přímo ve mlýně dvě klenuté kobky. Ve mlýně byl také dlouho uchován velký gotický klíč s ornamentem, takzvanými "plaménky jeptišky", který později mlynář Morávek daroval Pardubickému muzeu.

## Popis
Jednopatrový mlýn na obdélném půdorysu s valbovou střechou stojí svým podélným průčelím k přístupové komunikaci a boční částí k náhonu. Před průčelím vpravo se nachází kamenná studna.
Budova je zděná převážně z cihel, místy má zdivo smíšené, zejména v nároží; v soklu při náhonu jsou pískovcové kvádry. Omítky jsou hrubé s hlazenými bílými architektonickými články.
Vstupní průčelí má v ose portál s omítkovou šambránou. Nad vstupem je kartuš ve žlutém věnci s mušlí ve vrcholu a ve spodní části, kterou lemuje pravděpodobně pnoucí se růže (zbytky zelené a červené polychromie. Nápisové pole je červené, nápis s chronogramem je již nečitelný:
```
„W poČatkV CýsařstWI rakoVského za pana StenICky WrChnjho na PardVbsku WystaWěl 14 jVL I rok V. Drahého WáCLaW SkaLa.“
[
2
]
```

Ve druhé a čtvrté ose v patře jsou rozměrné reliéfní znaky ve vavřínových věncích s ozdobnou červenou stuhou ve vrcholu. V levém znaku je na žlutém podkladu černý dvouhlavý orel se zlatým rounem na krku, který má nad hlavami zlatou korunu, jejíž stužky svírá v zobácích. V levém pařátu svírá modrý meč, v pravém zlaté žezlo. Pravý znak je ve štítu půlený, v dolní půli je na zlatém poli brána, z níž vyrůstá modrý strom, v horní půli v červeném poli bílý je lev ve skoku. Štít je lemován akantovými listy, ve vrcholu má korunu z rozvilin.

### Mlýnská technologie
V roce 1930 zde byla Francisova turbína (průtok 2,815 m³/s, spád 3,1 m, výkon 88,5 k).